# Епархия Синселехо

Герб епархии Синселехо

Епархия Синселехо (лат. Dioecesis Sinceleiensis) — епархия Римско-Католической церкви с центром в городе Синселехо, Колумбия. Епархия Синселехо входит в митрополию Картахены. Кафедральным собором епархии Синселехо является церковь святого Иеронима.

## История
25 апреля 1969 года Римский папа Павел VI издал буллу «Ad Ecclesiam Christi», которой учредил епархию епархию Синселехо, выделив её из апостольского викариата Сан-Хорхе (сегодня — Епархия Монтелибано).

## Ординарии епархии
- епископ Félix María Torres Parra (25.04.1969 — 11.12.1980) — назначен епископом Санта-Марты;
- епископ Héctor Jaramillo Duque S.D.B.[1] (3.08.1981 — 16.09.1990);
- епископ Nel Hedye Beltrán Santamaría (29.04.1992 — 15.03.2014);
- епископ José Crispiano Clavijo Méndez (с 19 февраля 2015 года).

## Источник
- Annuario Pontificio, Libreria Editrice Vaticana, Città del Vaticano, 2003, ISBN 88-209-7422-3
- Булла Ad Ecclesiam Christi  (лат.)